# Brunori Sas

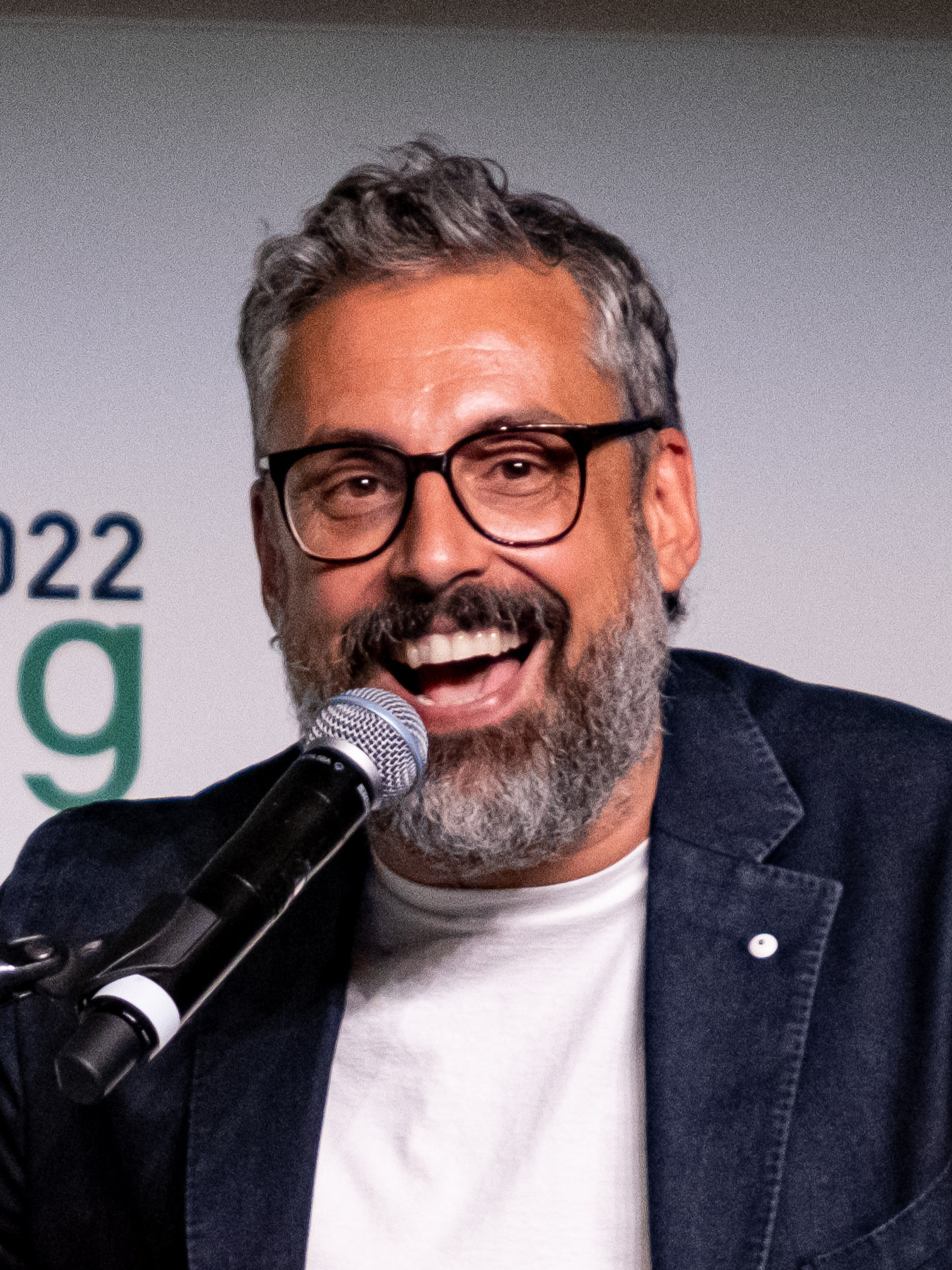
Brunori Sas 2022

Brunori Sas (* 28. September 1977 in Guardia Piemontese, Provinz Cosenza, als Dario Brunori) ist ein italienischer Cantautore (Liedermacher).

## Karriere
Dario Brunori begann ab 2003, mit elektronischer Musik zu experimentieren, und steuerte einige Musikstücke für Kompilationen des Kollektivs Minute bei. 2005 gründete er mit Matteo Zanobini und Francesca Storai die Dream-Pop-Band Blume, mit der er 2006 beim unabhängigen Label Pippola das Album In tedesco vuol dire fiore veröffentlichte, das in der Indie-Szene sehr positiv aufgenommen wurde. In dieser Zeit war er auch an den Soundtracks einiger Animationsserien beteiligt.
Ab 2009 begann er schließlich seine Karriere als Cantautore unter dem Pseudonym Brunori Sas, wobei dieses auf den Namen der elterlichen Firma anspielte (s.a.s. ist die italienische Entsprechung der Rechtsform KG). Sein Erstlingswerk war das Album Vol. 1, das ihm den Premio Ciampi für das beste Debüt einbrachte. Mit einer ausgiebigen Tournee konnte er im Anschluss sein Publikum vergrößern. 2011 veröffentlichte er beim selbst gegründeten Label Picicca Dischi das zweite Album Vol. 2: Poveri cristi. Sein Lied Una Domenica notte war titelgebend für den gleichnamigen, 2012 erschienenen Film von Giuseppe Marco Albano; noch im selben Jahr war er für den Soundtrack des Films È nata una star? von Lucio Pellegrini zuständig.
In seinem Label Picicca Dischi übernahm Brunori Sas nun auch die Produzentenrolle für einige Neuentdeckungen. 2013 ging er in einer Trio-Formation auf Tournee durch italienische Theater, unter dem Titel Brunori senza baffi. In diesem Jahr war er außerdem an zahlreichen Projekten anderer Musiker beteiligt, trat bei musikalischen Events in Erscheinung und konnte sich auch im Radio einen Namen machen. Mit Auftritten zugunsten von UNICEF und Emergency zeigte er daneben starkes soziales Engagement. 2014 erschien sein drittes Album Vol. 3 – Il cammino di Santiago in taxi, im Verleih des Major-Labels Sony, das Platz fünf der italienischen Albumcharts erreichte. Es folgte eine weitere Tournee.
Mit der erfolgreichen Single La verità kündigte Brunori Sas 2017 sein viertes Album an, das unter dem Titel A casa tutto bene erschien und in den Charts Platz drei erreichte. La verità brachte ihm außerdem die Targa Tenco für das Lied des Jahres ein. 2018 moderierte der Cantautore auf Rai 3 seine eigene Fernsehsendung Brunori Sa. Beim Sanremo-Festival 2019 unterstützte er an einem Abend die Band The Zen Circus als Duettpartner. Ende des Jahres veröffentlichte er die neue Single Al di là dell’amore, die dem fünften Album Cip! voranging, das 2020 erschien und die Spitze der Albumcharts erreichte.
Nach der Geburt seiner Tochter und einigen kleineren Projekten während der COVID-19-Pandemie arbeitete Brunori Sas mit Riccardo Sinigallia zusammen und veröffentlichte neue Singles. Beim Sanremo-Festival 2025 präsentierte er das Lied L’albero delle noci und erreichte den dritten Platz. Das gleichnamige Album erschien noch während des Festivals.

## Diskografie

### Alben
- Vol. 1 (Pippola Music, 2009)

| Jahr | Titel Musiklabel                                              | Höchstplatzierung, Gesamtwochen, AuszeichnungChartsChartplatzierungen (Jahr, Titel, Musiklabel, Platzierungen, Wochen, Auszeichnungen, Anmerkungen) | Anmerkungen                                              |
| Jahr | Titel Musiklabel                                              | IT | Anmerkungen                                              |
| ---- | ------------------------------------------------------------- | --- | -------------------------------------------------------- |
| 2011 | Vol. 2 – Poveri cristi Picicca Dischi (Audioglobe)            | IT98 (1 Wo.)IT | Erstveröffentlichung: 17. Juni 2011                      |
| 2014 | Vol. 3 – Il cammino di Santiago in taxi Picicca Dischi (Sony) | IT5 Gold · (11 Wo.)IT | Erstveröffentlichung: 4. Februar 2014 Verkäufe: + 25.000 |
| 2017 | A casa tutto bene Picicca Dischi (Believe)                    | IT3 Platin · (87 Wo.)IT | Erstveröffentlichung: 20. Januar 2017 Verkäufe: + 50.000 |
| 2020 | Cip! Island Records (UMG)                                     | IT1 Platin · (35 Wo.)IT | Erstveröffentlichung: 10. Januar 2020 Verkäufe: + 50.000 |
| 2025 | L’albero delle noci Island Records (UMG)                      | IT2 (… Wo.)IT | Erstveröffentlichung: 14. Februar 2025                   |

### Singles (Auswahl)
| Jahr | Titel Album                                         | Höchstplatzierung, Gesamtwochen, AuszeichnungChartsChartplatzierungen (Jahr, Titel, Album, Platzierungen, Wochen, Auszeichnungen, Anmerkungen) | Anmerkungen                                                                                   |
| Jahr | Titel Album                                         | IT | Anmerkungen                                                                                   |
| ---- | --------------------------------------------------- | --- | --------------------------------------------------------------------------------------------- |
| 2014 | Kurt Cobain Vol. 3 – Il cammino di Santiago in taxi | IT— GoldIT | Verkäufe: + 25.000                                                                            |
| 2017 | La verità A casa tutto bene                         | IT91 Platin · (2 Wo.)IT | Verkäufe: + 50.000                                                                            |
| 2017 | Lamezia Milano A casa tutto bene                    | IT— GoldIT | Verkäufe: + 25.000                                                                            |
| 2017 | Il costume da Torero A casa tutto bene              | IT— GoldIT | Verkäufe: + 25.000                                                                            |
| 2017 | Canzone contro la paura A casa tutto bene           | IT— GoldIT | Verkäufe: + 25.000                                                                            |
| 2019 | Al di là dell’amore Cip!                            | IT90 Gold · (2 Wo.)IT | Erstveröffentlichung: 19. September 2019 Verkäufe: + 35.000                                   |
| 2019 | Per due che come noi Cip!                           | IT27 Platin · (10 Wo.)IT | Verkäufe: + 70.000                                                                            |
| 2020 | Capita cosi Cip!                                    | IT65 (1 Wo.)IT |                                                                                               |
| 2025 | L’albero delle noci                                 | IT11 Gold · (11 Wo.)IT | Erstveröffentlichung: 12. Februar 2025 Verkäufe: + 100.000; Beitrag zum Sanremo-Festival 2025 |

## Belege
1. ↑  Albo d’oro. In: Targhe Tenco. Club Tenco, archiviert vom Original (nicht mehr online verfügbar) am 11. August 2020; abgerufen am 13. Dezember 2019 (italienisch).  Info: Der Archivlink wurde automatisch eingesetzt und noch nicht geprüft. Bitte prüfe Original- und Archivlink gemäß Anleitung und entferne dann diesen Hinweis.
2. ↑  Daniele Sidonio: Com’è Brunori Sa, il nuovo programma di Dario Brunori su Rai 3. In: Rockit.it. 7. April 2018, abgerufen am 13. Dezember 2019 (italienisch).
3. ↑  Alben von Brunori Sas. In: Italiancharts.com. Hung Medien, abgerufen am 13. Dezember 2019.
4. 1 2 3 4 5 6 7 8 9 10  Certificazioni. FIMI, abgerufen am 3. Juni 2025 (italienisch).
5. ↑  Archivio classifiche Top Singoli. FIMI, abgerufen am 3. Juni 2025 (italienisch).

| Personendaten    | Personendaten                           |
| ---------------- | --------------------------------------- |
| NAME             | Brunori Sas                             |
| ALTERNATIVNAMEN  | Brunori, Dario (Geburtsname)            |
| KURZBESCHREIBUNG | italienischer Cantautore (Liedermacher) |
| GEBURTSDATUM     | 28. September 1977                      |
| GEBURTSORT       | Guardia Piemontese, Provinz Cosenza     |